# Robert-Magny
Robert-Magny ist eine französische Ortschaft im Département Haute-Marne in der Verwaltungsregion Grand Est. Die bisher eigenständige Gemeinde fusionierte per 1. Januar 2012 mit dem benachbarten Laneuville-à-Rémy zur Gemeinde Robert-Magny-Laneuville-à-Rémy. Diese wurde mit Wirkung vom 1. Januar 2016 aufgelöst und Robert-Magny mit Montier-en-Der zur neu geschaffenen Commune nouvelle La Porte du Der zusammengelegt.
Nachbarorte von Robert-Magny sind Montier-en-Der im Nordwesten, Voillecomte im Norden, Laneuville-à-Rémy im Osten, Sommevoire im Süden und Thilleux im Südwesten.

## Bevölkerungsentwicklung

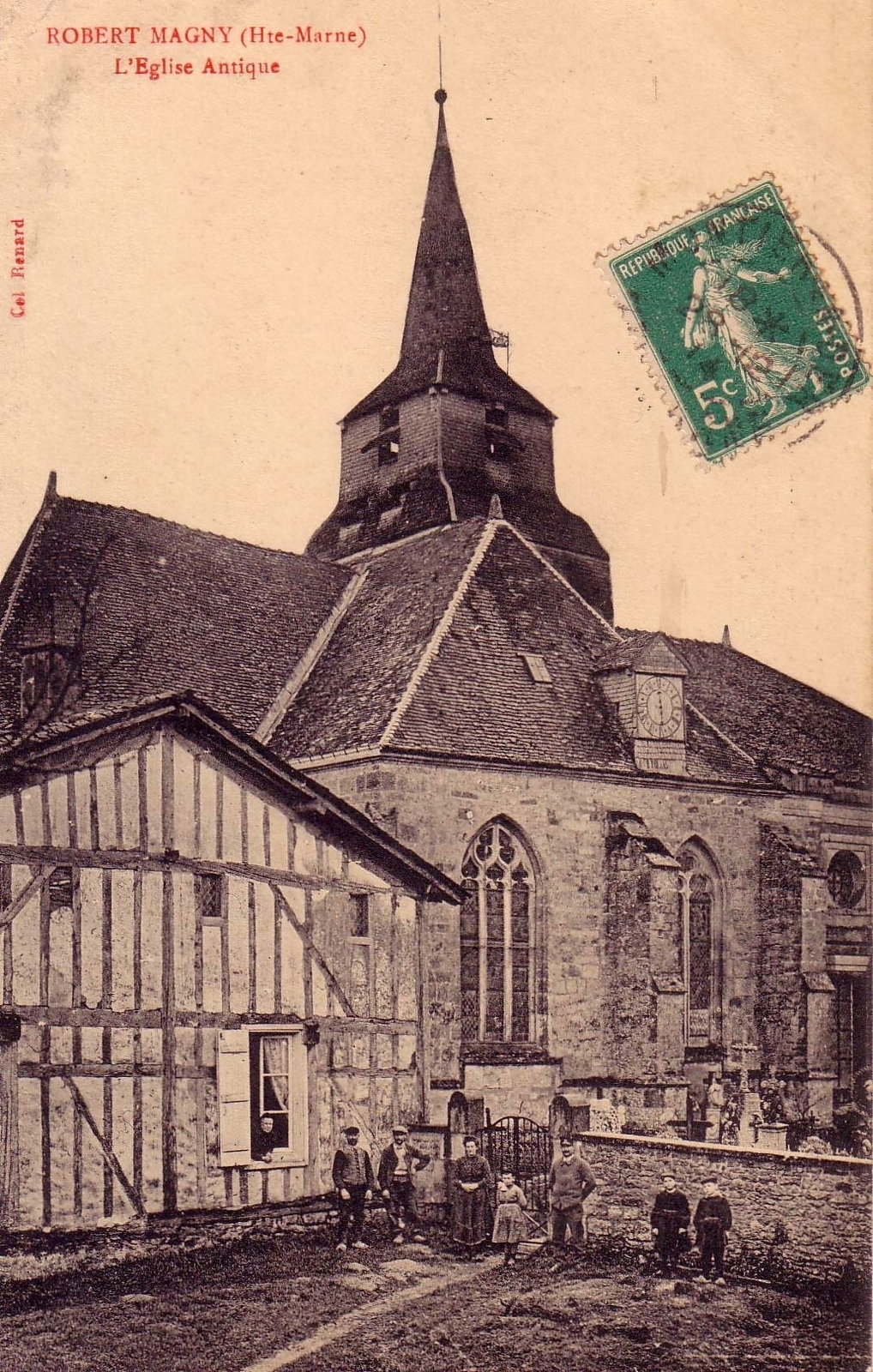
Alte Postkarte mit der Kirche Saint-Barthélemy

| Jahr      | 1962 | 1968 | 1975 | 1982 | 1990 | 1999 | 2008 | 2015 |
| --------- | ---- | ---- | ---- | ---- | ---- | ---- | ---- | ---- |
| Einwohner | 354  | 315  | 275  | 231  | 227  | 233  | 290  | 303  |